# Murta
Murta è una frazione del comune di Genova; situata in collina sul versante destro della val Polcevera, amministrativamente fa parte dell'unità urbanistica di Bolzaneto, ed è quindi compresa nel Municipio V Valpolcevera.
L'abitato, situato interamente in collina, è composto da un nucleo centrale, comprendente anche la chiesa parrocchiale di San Martino, sul crinale che scende verso il Polcevera dividendo la valle del torrente Trasta da quella del torrente Molinassi, da alcuni gruppi di case rurali sparsi sul territorio circostante e da numerose villette distribuite sul versante della collina che scende verso la sponda destra del torrente Polcevera. 

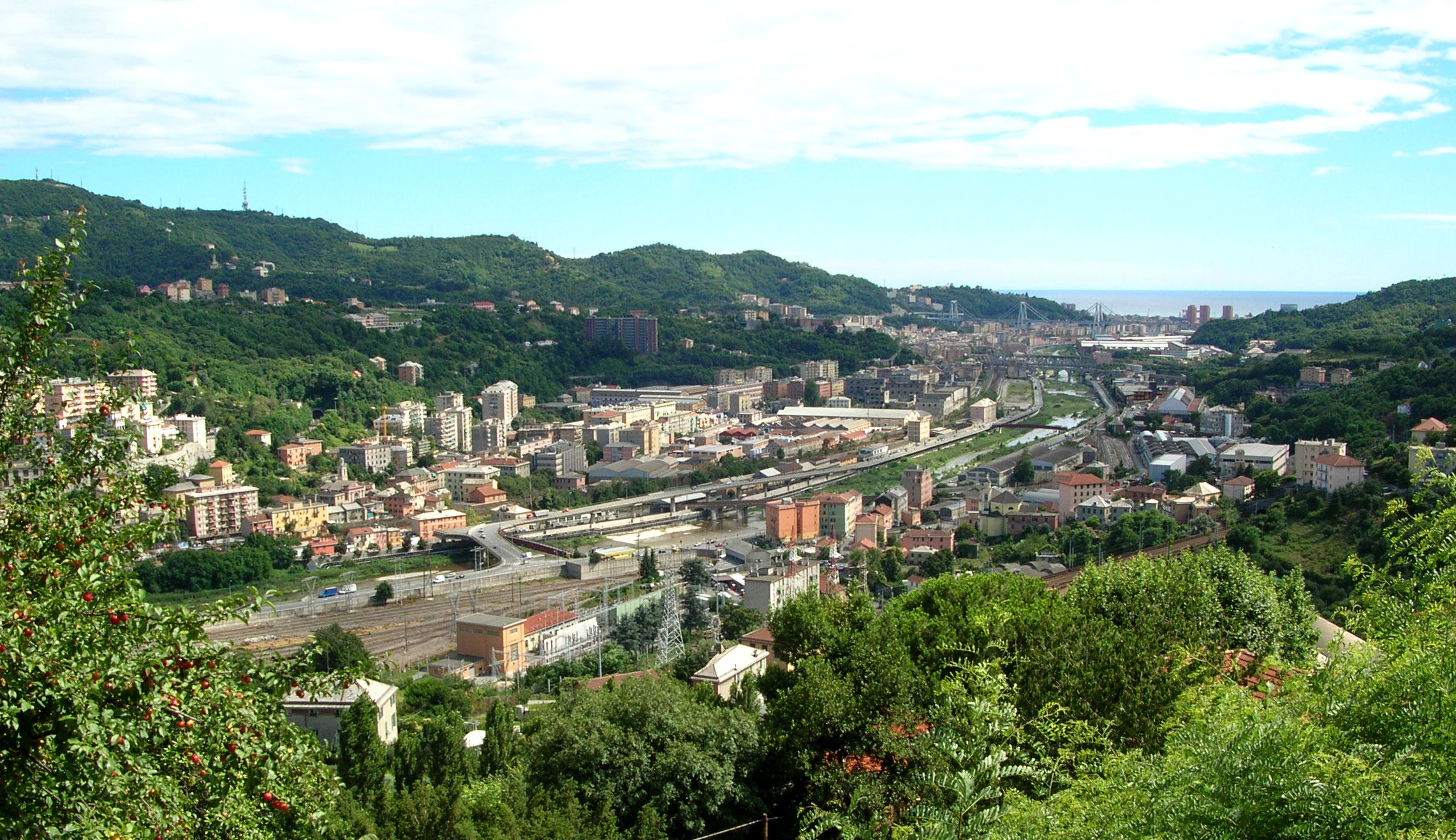
La bassa val Polcevera vista da Murta

## Geografia fisica

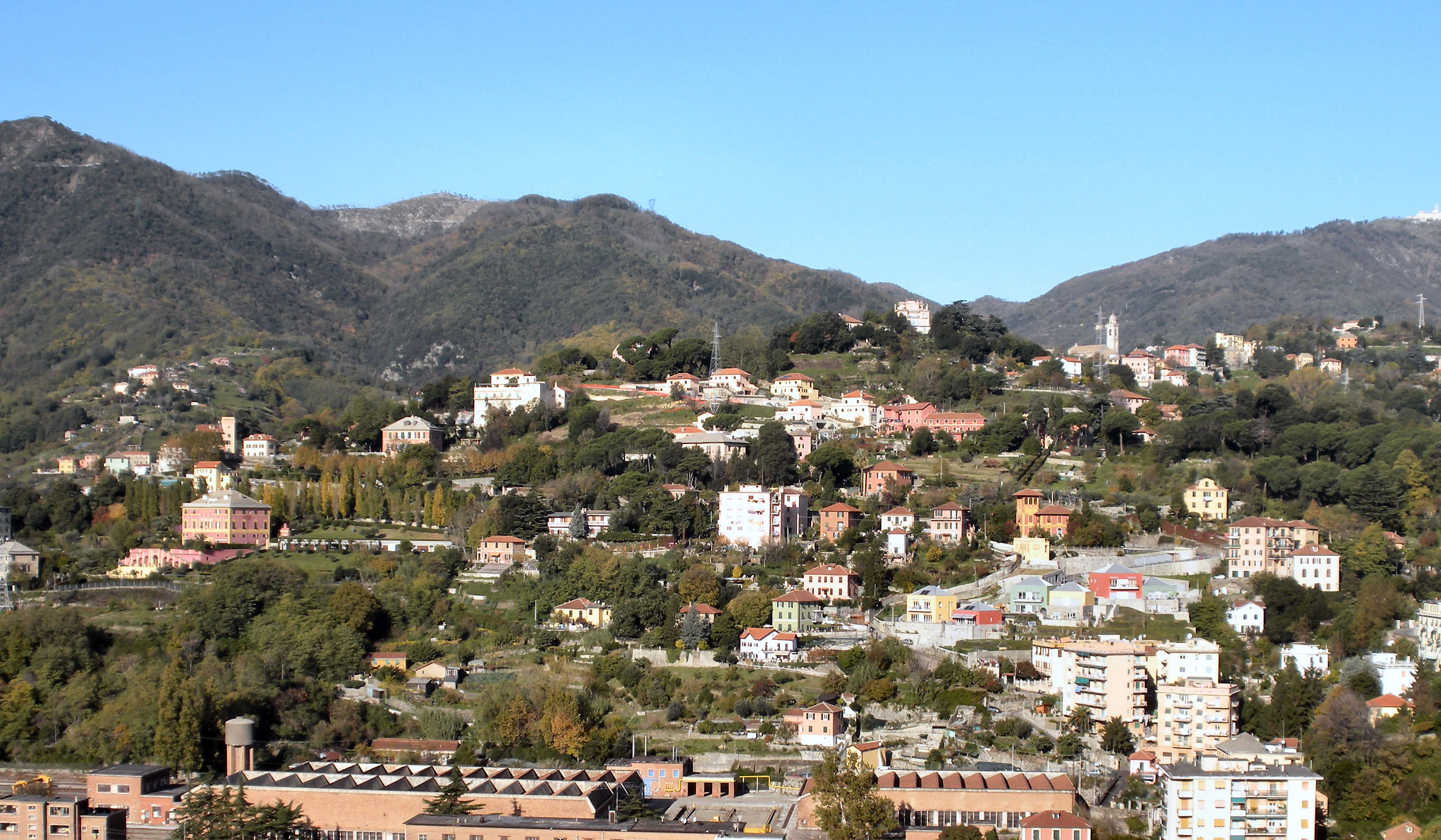
La collina di Murta

### Territorio
Murta oggi non costituisce un'entità amministrativa autonoma, essendo parte integrante dell'unità urbanistica di Bolzaneto. Il suo territorio, storicamente identificato con l'area sottoposta alla giurisdizione ecclesiastica della parrocchia di San Martino comprendeva in passato la zona a ponente del torrente Polcevera delimitata a nord dai torrenti Molinassi e Burba e a sud dal torrente Trasta, mentre ad est, superata la dorsale montuosa detta Rocca dei Corvi, culminante con il monte Teiolo (660 m s.l.m.), si estendeva anche su parte della valle del rio Cassinelle (affluente del Chiaravagna), dove esistevano dei prati da foraggio utilizzati dai contadini murtesi e la miniera di monte Ramazzo, abbandonata intorno alla metà dell'Ottocento..
Il territorio di Murta, un tempo assai vasto, fu ridotto nel corso del Novecento, quando alcune zone furono assegnate ai quartieri di Sestri Ponente (la già citata area nell'alta valle del Chiaravagna) e Rivarolo (parte collinare della località di Trasta).
Anche dal punto di vista della ripartizione ecclesiastica il territorio della parrocchia di San Martino di Murta fu ridimensionato quando furono create le nuove parrocchie di Nostra Signora dell'Aiuto a Trasta (1927), del SS. Nome di Gesù a Geo di Ceranesi (1936), S. Maria Assunta al Serro (1961) e soprattutto San Francesco alla Chiappetta di Bolzaneto (1961), alla quale fu assegnata la zona della collina di Murta compresa tra la sponda destra del Polcevera e la linea ferroviaria "succursale" Milano-Genova.
Attualmente è identificata con Murta la parte superiore dell'area collinare, comprendente il nucleo principale del paese, attorno alla chiesa, e i numerosi gruppi di case sparse che si trovano a monte.

## Geografia antropica
Le abitazioni, oltre che sul crinale della collina, sono concentrate sul versante affacciato sul Polcevera, dove sorgono la maggior parte degli antichi palazzi di villa e numerose villette sorte nell'ultimo secolo, e sul versante a sud, alla sinistra del torrente Trasta. Il versante a nord, solcato dal rio Carpinello, affluente del Molinassi, è meno popolato, sia per l'esposizione meno favorevole che per la ripidità dei pendii; un tempo vi si trovavano numerosi mulini, alcuni dei quali oggi trasformati in abitazioni.

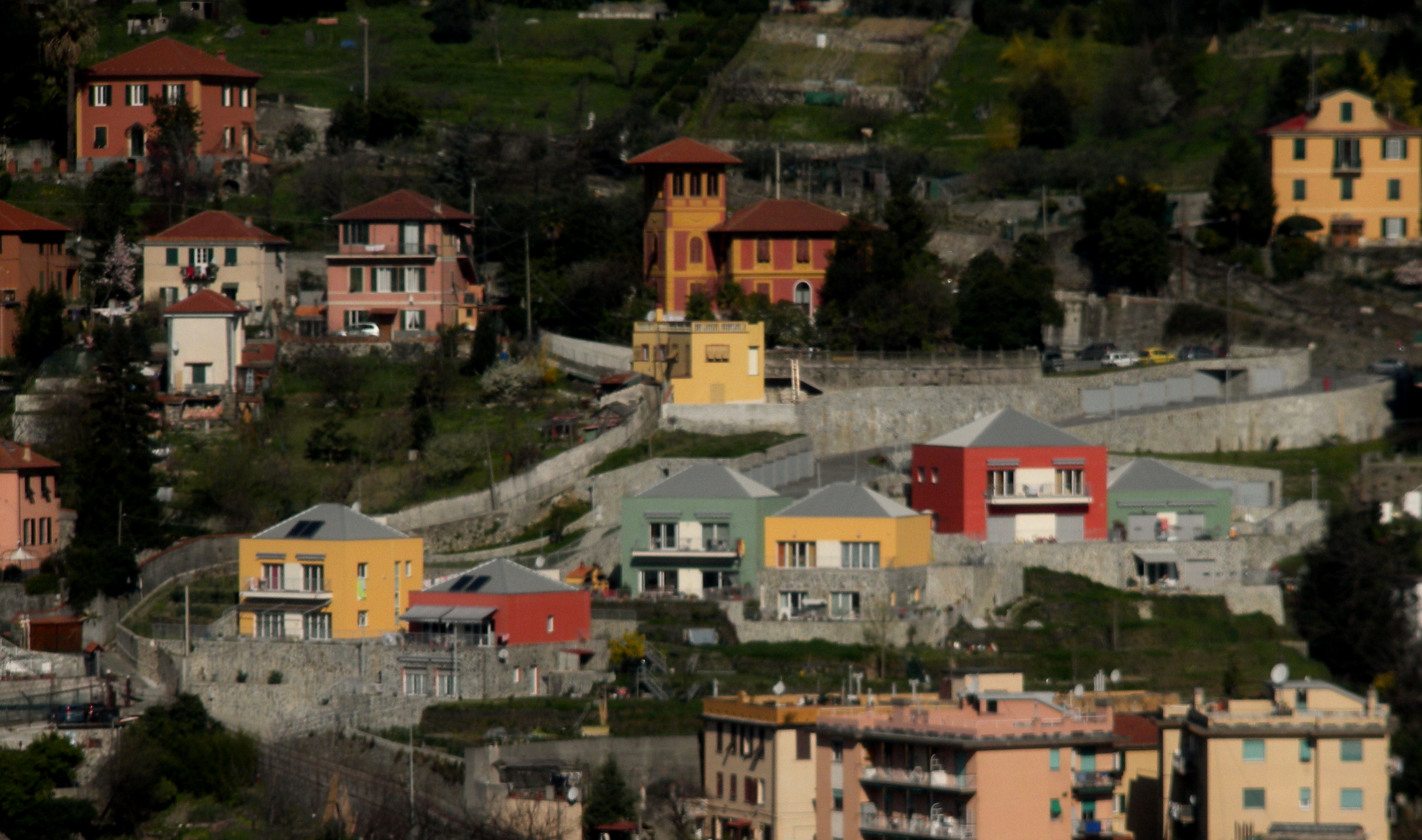
Le villette di nuova costruzione sulla collina di Murta

Lo sviluppo residenziale della collina di Murta è proseguito ininterrottamente fino ad oggi, sia con ristrutturazioni delle antiche dimore, sia con nuove costruzioni, generalmente ben inserite nel contesto ambientale della collina; localmente è stata invece assai criticata, nei primi anni 2000, la costruzione di alcune moderne villette, sia per l'impatto ambientale, sia per lo stile architettonico, del tutto estraneo a quello delle abitazioni circostanti.

### Località

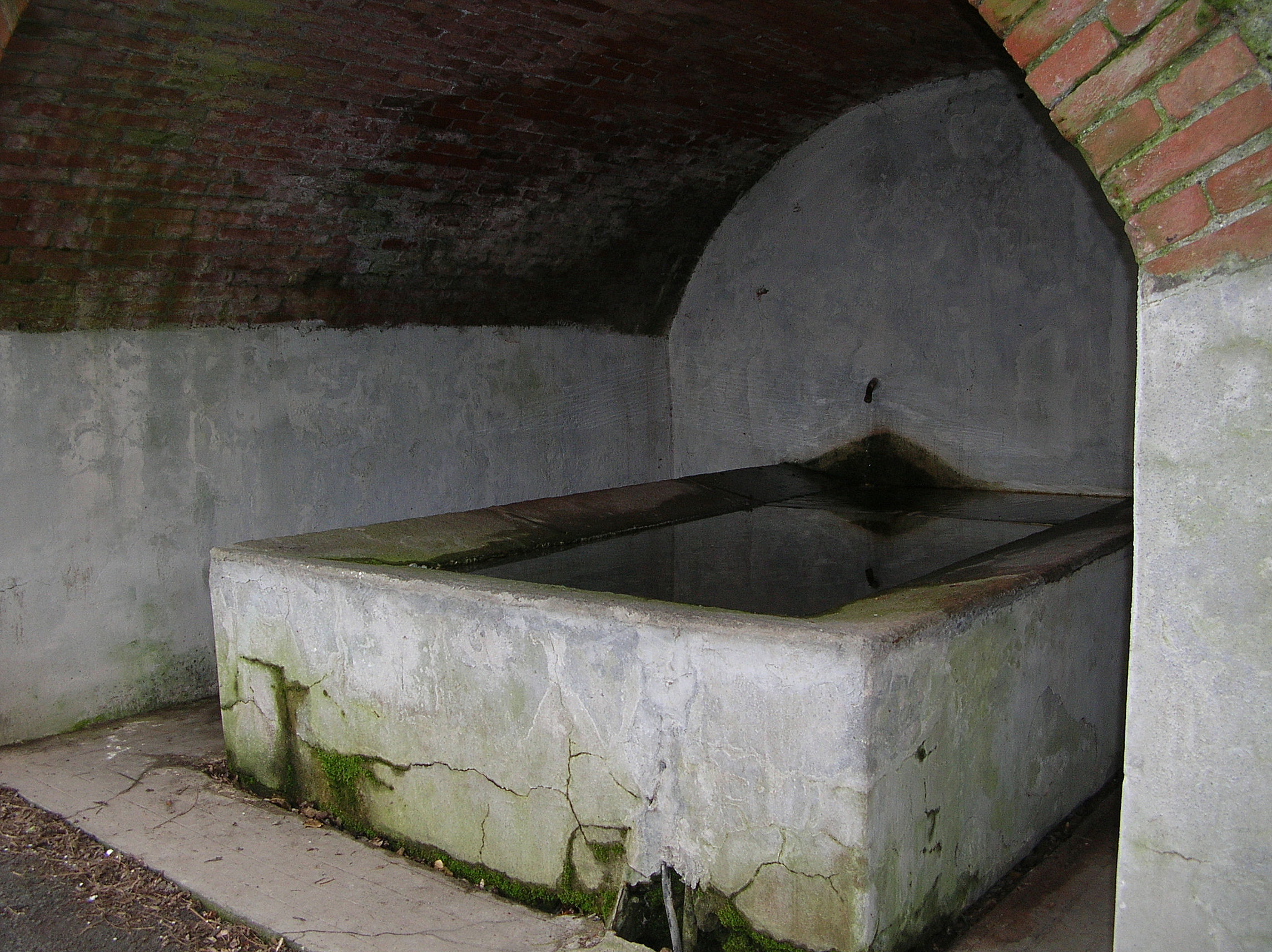
Antico lavatoio in località Figale

I numerosi gruppi di case sparsi sui versanti della collina di Murta e sul monte soprastante sono identificati localmente con propri toponimi, generalmente riferiti a specie vegetali, come del resto lo stesso centro principale, oppure ai nomi o soprannomi degli antichi proprietari.
Nell'attuale toponomastica i nomi di queste località sono assegnati alle antiche creuze o alle strade carrozzabili che conducono questi piccoli borghi. Tra i tanti si possono citare i toponimi Battigalli, Carpinello, Molinassi, Pero e Ronco sul versante nord della collina, Ceriotti, Favale, Gazzo, Nonneto e Sexa sul versante a sud, Zucchero (sùcou) sul versante ovest, Figale, Lastrico, Monterosso e Pino sul versante ad est, affacciato sul Polcevera.

## Origini del nome
Murta trae il nome dalla pianta del mirto (in ligure “Murtin”), pianta anticamente diffusa nella zona.

## Storia

### Le origini
Anche se i primi documenti storici risalgono al XII secolo, le origini di Murta sono molto più antiche e sono riconducibili alla presenza di un ramo viario, collaterale alla via Postumia, che transitava per il colle di Murta diretto verso i valichi appenninici. A conferma dell'esistenza di questa antica via commerciale, il Persoglio riporta di ritrovamenti di antichi oggetti, tra cui una punta di freccia, un ferro di cavallo e parti di un contenitore vinario del tipo usato dagli antichi romani.

### Il Medioevo
Il paese è citato per la prima volta nel 1143, quando la chiesa, dedicata a San Martino venne indicata sul "Registro della Curia Arcivescovile" di Genova (voluto dall'arcivescovo Siro II) come sede di una cappella dipendente dalla pieve di Rivarolo. Altre notizie, riferite a vendite di terreni, si trovano in atti notarili a partire dal 1180. Questi documenti attestano che tra il XII e il XIII secolo il territorio di Murta era popolato e coltivato in maniera remunerativa e che varie congregazioni religiose vi possedevano terreni.
Alcuni murtesi nel 1284 parteciparono alle guerre tra Genovesi e Pisani, culminate con la battaglia della Meloria. A ricordo di questo avvenimento per lungo tempo, appese al muro della chiesa, rimasero due anelli della catena che chiudeva l'accesso al porto di Pisa, confiscata dai Genovesi come bottino di guerra. Questi oggetti furono poi trafugati dagli austriaci durante l'occupazione del 1747 (una copia è conservata ancora oggi nei locali attigui alla chiesa parrocchiale).
Nel Medioevo ebbe notevole rilevanza nella vita politica genovese la famiglia "de Murta" (o "da Murta"), originaria della località Gazzo, diversi esponenti della quale tra il XII e il XIV secolo ricoprirono importanti cariche della Repubblica di Genova.
Il più noto di questi personaggi fu Giovanni da Murta, secondo Doge della Repubblica di Genova, in carica dal 1345 al 1350; Amico de Murta nel 1105 fu il primo console de' placiti ed un altro Amico de Murta, anch'egli console de' placiti nel 1161, svolse nel 1169 e nel 1171 missioni diplomatiche presso la corte dell'imperatore di Costantinopoli Emanuele Comneno. Il Persoglio cita i nomi di altri notabili di questa famiglia, della quale non si hanno più notizie a partire dal Seicento.

### La guerra del 1746-1747
Come tutto il Genovesato, nel Settecento il paese fu coinvolto nella guerra di successione austriaca e subì una prima occupazione nel 1746 quando un esercito austro-piemontese, al comando del generale Botta Adorno, arrivò fino a Genova, da dove fu cacciato in seguito all'insurrezione popolare del dicembre 1746, che prese avvio con il leggendario episodio del Balilla. Nel settembre del 1746 a Murta i soldati austriaci distrussero la canonica e depredarono la chiesa.
Nel tentativo di occupare nuovamente la città, l'esercito austriaco l'anno seguente pose un lungo assedio a Genova, occupando la val Polcevera e la val Bisagno. Questa volta l'occupazione, durata dall'11 aprile al 19 luglio 1747, ebbe effetti ancor più devastanti sui vari paesi coinvolti.
Il comandante austriaco, il generale Schulemberg, pose il proprio quartier generale nella villa Bonarota (villa Clorinda) nell'attesa, rivelatasi poi vana, di riconquistare Genova. Le sue truppe si accamparono nella zona pianeggiante ai piedi della collina, sulle sponde del Polcevera, difesi, insieme alle munizioni e alle vettovaglie, da una batteria di cannoni collocata sulla piazza del palazzo; i soldati, assetati di bottino, saccheggiarono e devastarono tutto il paese. La chiesa fu spogliata di tutti gli arredi e gravemente danneggiata (furono salvati solo alcuni dei dipinti e degli arredi più preziosi, trasferiti al sicuro a Genova nell'imminenza dell'arrivo degli invasori).
Dal saccheggio non si salvarono neppure case private, campi e vigneti, soprattutto durante le concitate fasi della ritirata degli invasori, all'inizio di luglio del 1747, quando i soldati, resi furiosi dalla sconfitta, sfogarono la loro rabbia sulla popolazione.
Il Persoglio scrive che in conseguenza dell'occupazione morirono 350 persone, alcune a causa di scontri armati con gli invasori, ma la maggior parte per gli stenti e le privazioni patite in quei tragici mesi; ben 72 case di contadini, costruite in legno, furono incendiate, ma anche quelle in muratura subirono gravi danni dopo essere state saccheggiate. Il parroco del tempo, don Pratolongo, lasciò negli archivi parrocchiali una dettagliata relazione sugli avvenimenti di quei mesi e sui danni subiti dalla chiesa.
Subito dopo la partenza degli invasori, il 19 luglio 1747, si diede immediatamente mano alle riparazioni più urgenti.

### La Repubblica Ligure
Nel 1797 la discesa dell'esercito napoleonico determinò il passaggio della Liguria sotto il controllo francese; con i nuovi ordinamenti dal 1798 Murta entrò a far parte del comune di Rivarolo.
Quello stesso anno nella località Crocetta, poco distante dalla chiesa, fu innalzato l'albero della libertà, simbolo del nuovo regime, ed organizzate feste "popolari". Il parroco del tempo, don Marchese, arrestato per aver rifiutato di prendervi parte e condotto dapprima nelle carceri di Alessandria e poi confinato a Novi, poté tornare a Murta solo due anni dopo.
Il Persoglio scrive che "il popolo, preteso di Murta, ma venutovi da Rivarolo, vi facea la ridda (rionda) intorno, dopo avere fatto all'aperto un pranzo democratico. Il Prevosto Marchese dovette partir per l'esiglio per aver ricusato di prendere parte a quelle orgie anticristiane e alzata la voce contro la profanazione delle bandiere rivoluzionarie entrate in chiesa."
Questa affermazione, anche se può apparire viziata dal pensiero dell'autore, fiero avversario di tutte le ideologie anticlericali, appare realistica considerando che i murtesi, al pari della maggior parte dei valligiani polceveraschi, si mostrarono estranei alle nuove idee rivoluzionarie, che mettevano in discussione il loro consolidato attaccamento alle tradizioni..

### Dall'Ottocento ai giorni nostri
Tra il 1848 e il 1853, i lavori per l'apertura della nuova linea ferroviaria Genova-Torino, con la costruzione dell'argine e la deviazione del corso del Polcevera, comportarono la separazione tra Murta e il borgo della Chiappetta, con l'antico convento di San Francesco, fino ad allora ultima propaggine della collina sulla riva del torrente.
A seguito dei lavori la Chiappetta venne a trovarsi sulla sponda opposta del torrente e di fatto incorporata nell'abitato di Bolzaneto, che andava espandendosi sul vecchio greto del Polcevera.
Nel 1854, dopo che l'anno precedente era stata aperta la nuova linea ferroviaria, fu inaugurata anche la stazione di Bolzaneto, che migliorando l'accessibilità da Genova, favorì lo sviluppo delle case di villeggiatura sulla collina di Murta. Il paese, già da secoli meta delle vacanze delle famiglie patrizie genovesi, divenne una delle mete privilegiate di numerose famiglie della borghesia ottocentesca, che vi costruirono le loro residenze estive. Nota il Persoglio che se "prima del 1833 gli appartamenti per villeggiatura forse non arrivavano ad una trentina, oggi (1873, ndr) passano i centocinquanta".
Queste case di villeggiatura per la maggior parte sono ancora esistenti e sono divenute eleganti residenze, affiancate anche da moderni villini.
Nel 1869 il paese, fino ad allora frazione del comune di Rivarolo, su richiesta degli stessi abitanti, fu aggregato al comune di Bolzaneto (che poi nel 1926 insieme ad altri 18 comuni è confluito nella Grande Genova).
Negli ultimi decenni dell'Ottocento fu realizzata la carrozzabile fino alla chiesa, con inizio dal nuovo ponte di S. Francesco, che consentiva a pedoni e veicoli di attraversare il Polcevera in tutta sicurezza in ogni stagione.
Murta, nel 1922, fu il primo paese in Liguria ad inaugurare un monumento per commemorare i 53 concittadini caduti nella prima guerra mondiale. L'inaugurazione del monumento marmoreo, opera di E. Paggiani, avvenne il 5 novembre 1922, con un gran concorso di folla.
Il paese non è stato direttamente interessato dallo sviluppo industriale che ha riguardato le aree di fondovalle. Oggi è quasi esclusivamente un centro residenziale, i cui abitanti per la maggior parte lavorano in aziende della Val Polcevera e di Genova. Dell'antica economia agricola restano intorno alle case piccoli orti e vigneti, coltivati dai residenti soprattutto ad uso personale.

## Monumenti e luoghi d'interesse

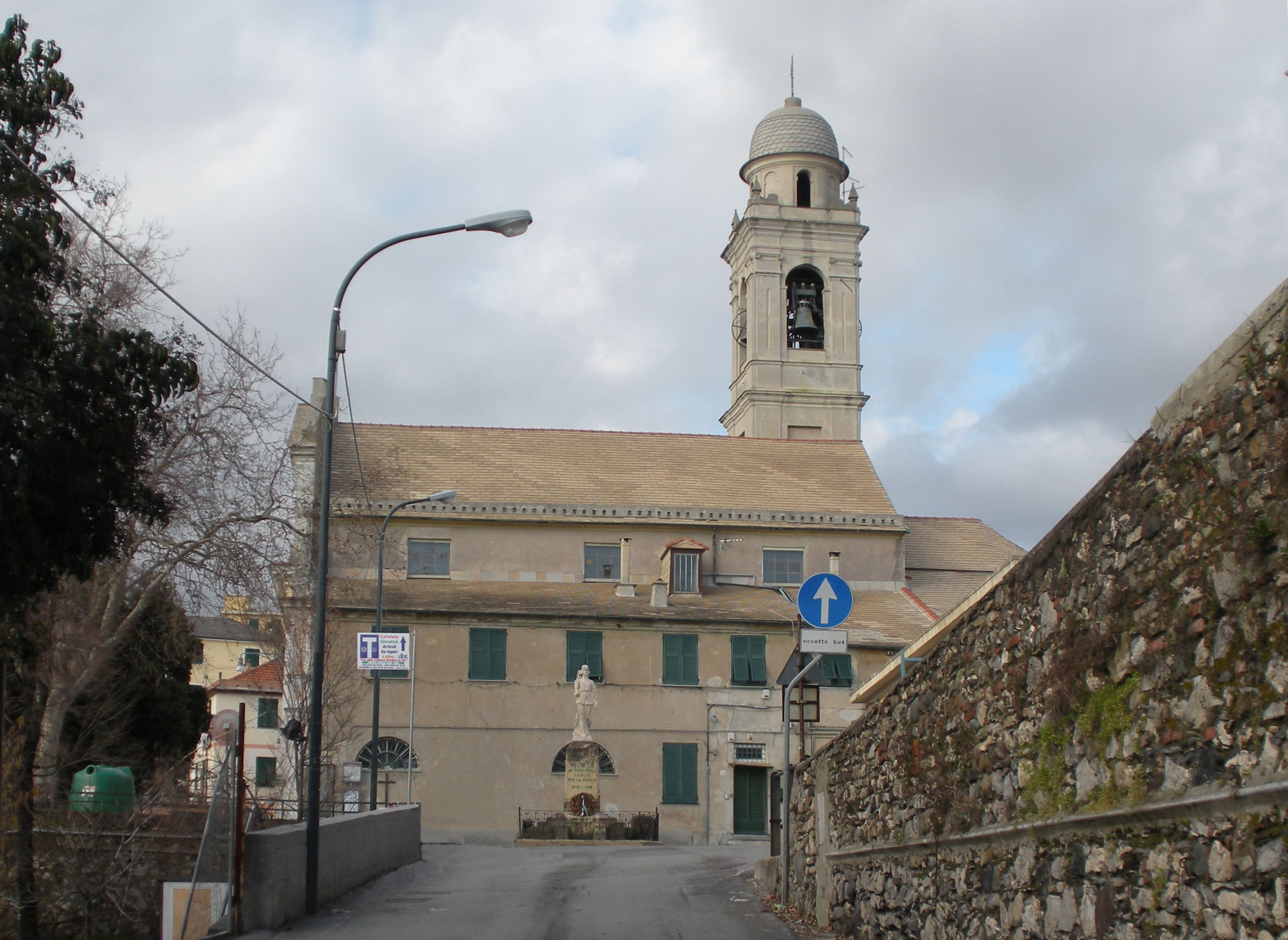
La piazza della chiesa di Murta con il monumento ai caduti

### Architetture religiose

#### Chiesa di San Martino di Murta

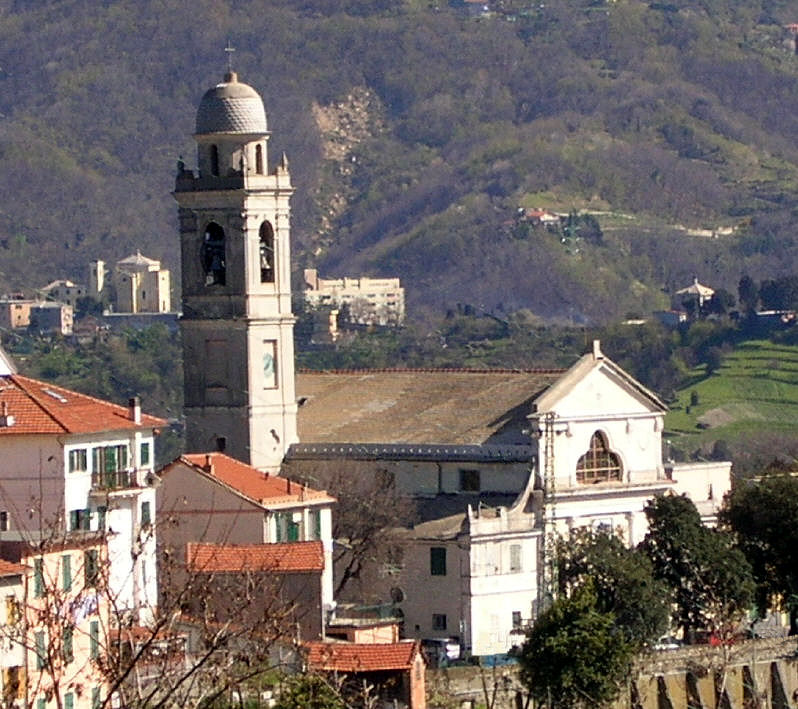
Chiesa di San Martino di Murta

Le prime notizie della chiesa di Murta, dedicata a San Martino di Tours, risalgono al 1143, quando viene citata nel Registro Arcivescovile come dipendenza della pieve di Rivarolo, ma le sue origini sono ritenute assai più antiche.
Parrocchiale dal 1202, fu completamente ricostruita all'inizio del Settecento su quella preesistente. Nel 1747, durante la guerra di successione austriaca subì danni gravissimi e la spoliazione di tutti gli arredi.
La ricostruzione fu completata nel 1770; l'interno, ad una navata, è in stile barocco, con affreschi e stucchi dorati. Pregevoli tele del Seicento e del Settecento adornano l'abside e i sei altari laterali.
Il dipinto di maggior pregio conservato nella chiesa è l'ancona di San Martino, attribuita al pittore fiammingo Antoon van Dyck. Il quadro fu salvato dal saccheggio del 1747, essendo stato messo al sicuro a Genova.

##### La "rûe"
In passato fu celebre una grandiosa rovere (in ligure "rûe") plurisecolare piantata accanto alla chiesa, che costituiva un importante punto di riferimento per la comunità.
Questa quercia era una delle due che furono piantate sul piazzale all'epoca della costruzione della nuova chiesa, intorno al 1710. Quella collocata sul lato a sud cadde, sradicata dal vento, nel 1801. La quercia superstite, sull'angolo nord della chiesa, aveva una circonferenza alla base di otto metri e undici rami, disposti simmetricamente a più di quattro metri da terra. Il grande albero fu tenacemente difeso dagli abitanti di Murta quando alla fine del Settecento i soldati napoleonici avrebbero voluto abbatterlo per farne legname da costruzione. 
In particolari occasioni tra i rami di quest'albero era allestito un originale punto di ristoro, come avvenne nel 1897, nel 15º centenario della morte di San Martino di Tours; già in fase di decadenza negli anni trenta del Novecento, crollò definitivamente la notte tra il 28 ed il 29 agosto 1948, a causa di un forte temporale.

##### Cimitero e roseto
Il cimitero di Murta fu benedetto il 4 settembre 1835 dal Prevosto Marchese. Responsabili dei lavori furono l’Architetto Orsolino e l’impresario Maestro Antonio Barabino. L’area cimiteriale fu delimitata da mura e all’interno furono, con il tempo, realizzati una cappella mortuaria e un ossario. Al suo interno si trovano numerosi manufatti artistici che propongono la simbologia funeraria tipica dei cimiteri ottocenteschi e molte lapidi con bassorilievi o incisioni floreali. La maggior parte delle sepolture risale alla seconda metà del 1800 e ai primi anni del 1900. Tra le sepolture più notabili, quella di Maria Antonietta Massuccone Mazzini, sorella di Giuseppe Mazzini.
All'ingresso del cimitero si trova un portale costruito nel 1835 con una forma neoclassica. Al centro del cimitero si trova una croce celtica non molto comune nei cimiteri cattolici. All'interno del cimitero si trova una clessidra alata che simboleggia l’incessante passaggio del tempo.
Il cimitero rimase in stato di abbandono fino al 2019, quando un gruppo di volontari del posto decise di ristrutturarlo e di realizzare all'interno un roseto. Infatti il Cimitero di Murta ospita una collezione botanica che raggruppa alcuni esemplari di rose discendenti da quelle introdotte dalla Cina, ufficialmente, a fine ‘700.

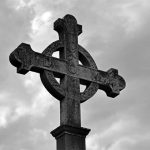
croce celtica all'interno del cimitero

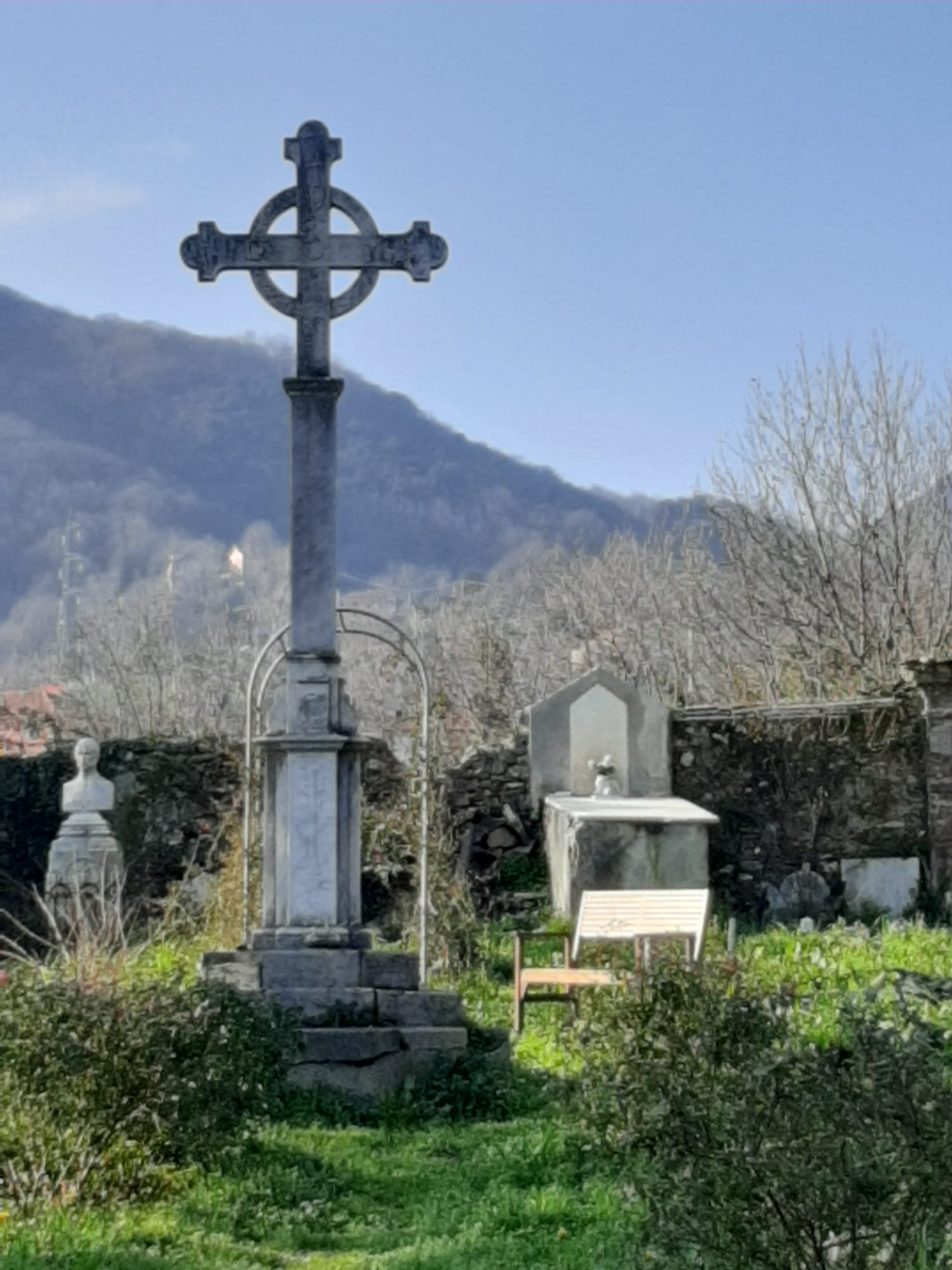
Interno del cimitero

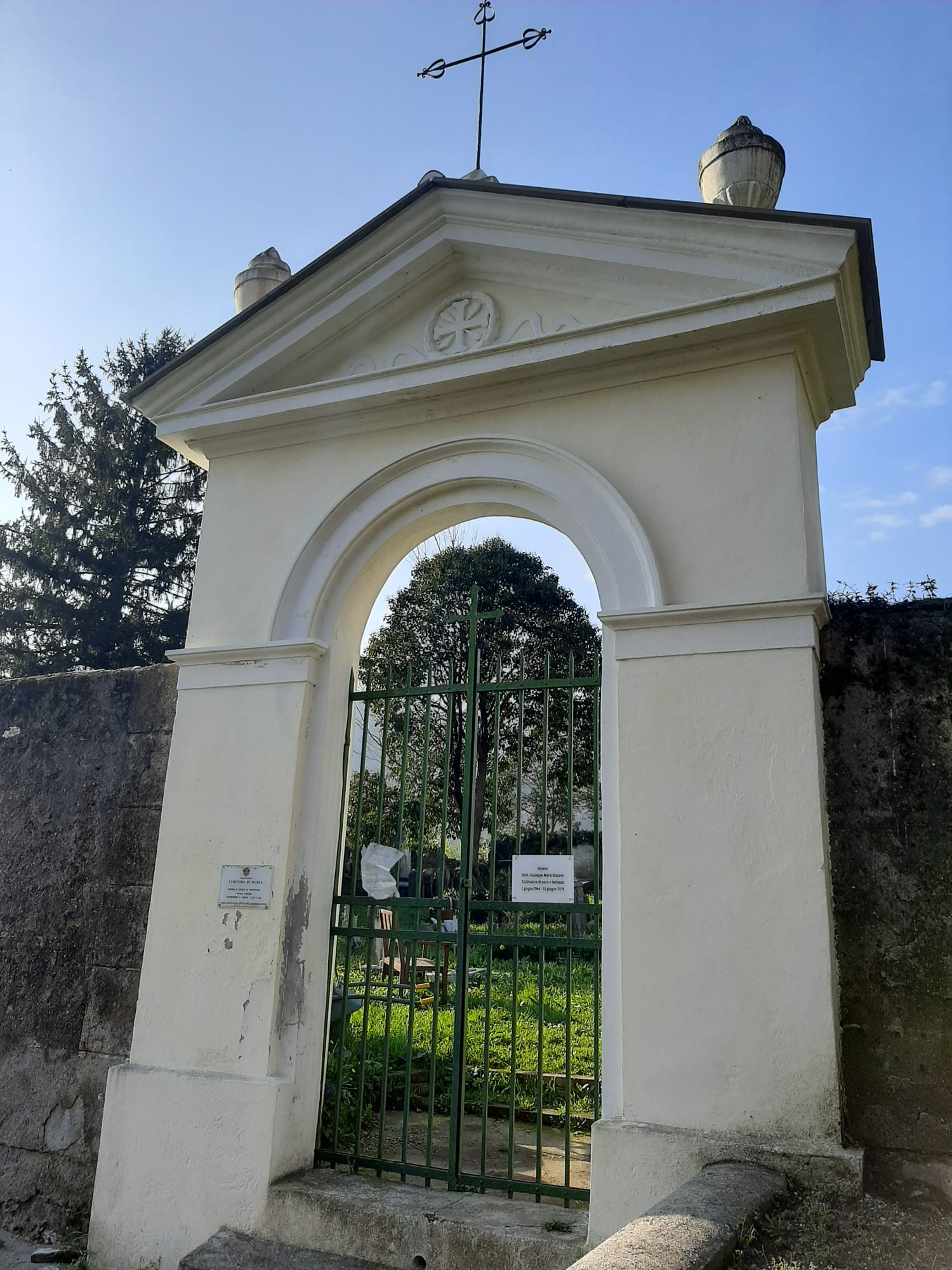
Portale del cimitero

### Architetture civili

#### Palazzi di villa

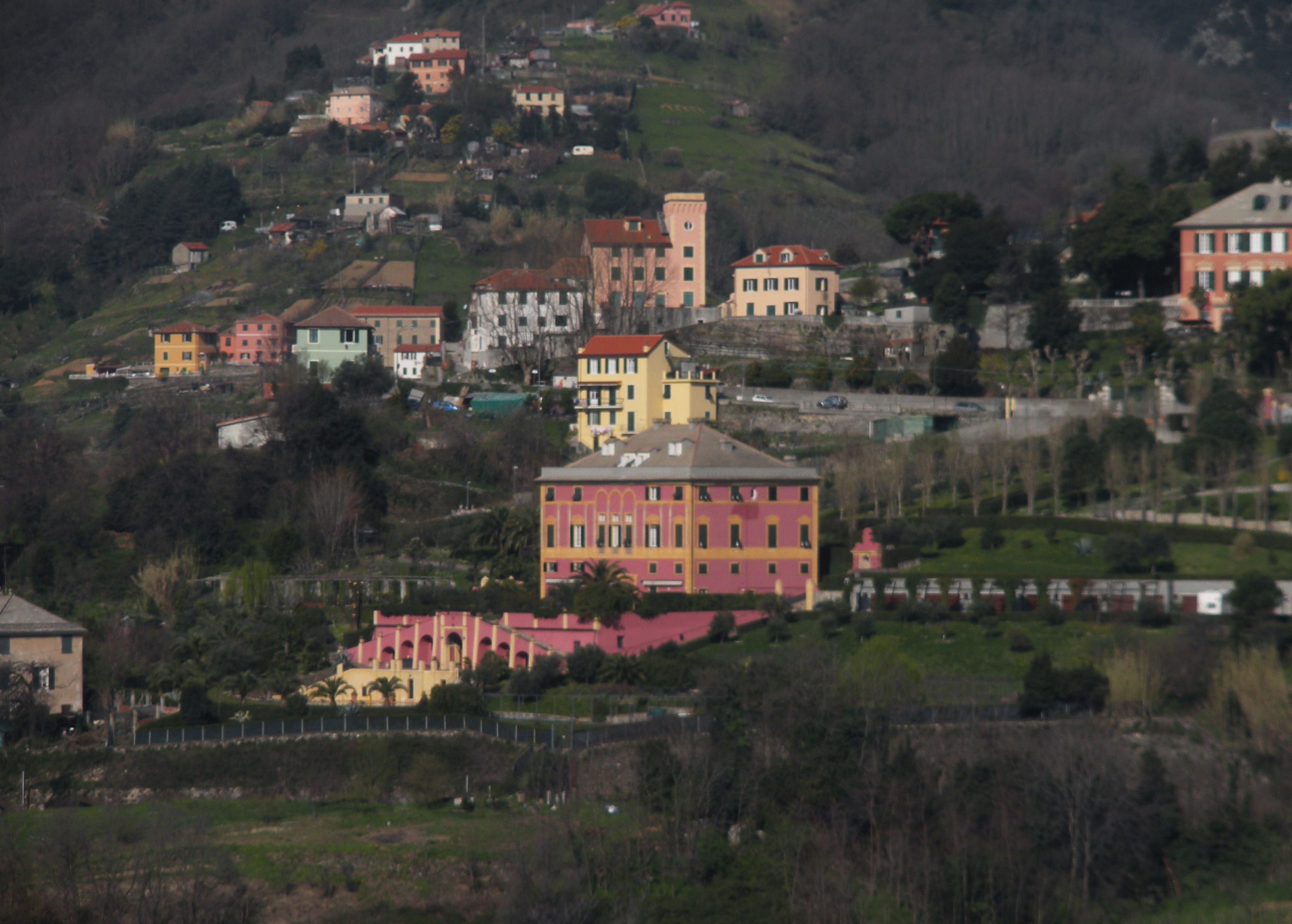
Villa Clorinda

Lo sviluppo delle ville di campagna, appartenenti alle famiglie aristocratiche cittadine, comune a tante località negli immediati dintorni di Genova, ebbe il suo culmine tra il Seicento e il Settecento. Nella Val Polcevera, la collina di Murta fu una delle località preferite per il soggiorno estivo da molte di queste famiglie, che vi fecero costruire sontuose dimore di villeggiatura. Come accennato, il fenomeno proseguì ancora nell'Ottocento, favorito dall'apertura della ferrovia, che accorciava sensibilmente il tempo necessario per raggiungere da Genova le colline polceverasche e migliorava il comfort del viaggio; i villini sorti in questo periodo, di proprietà di ricche famiglie borghesi, non raggiunsero tuttavia lo sfarzo delle antiche ville patrizie. Tra le molte ville ubicate sulla collina di Murta si possono citare:
- Palazzo Bonarota (noto come Villa Clorinda), costruito nel XVII secolo, sorge in posizione dominante sulla Val Polcevera, nei pressi del borgo di Lastrico; appartenne a diverse ricche famiglie genovesi (Bonarota, Doria e Costa) e oggi, con la ristrutturazione degli anni ottanta, dopo anni di abbandono, è stato trasformato in condominio signorile, con un ampio parco. Nel 1747, durante l'occupazione austriaca della Valpolcevera, fu sede dello stato maggiore degli occupanti.
- Palazzo Noli-Prato-Cerruti (noto come Villa Paola), settecentesco, immerso in un ampio parco alberato, ancora oggi ben conservato; secondo il Persoglio era "forse il più bello per architettura, per giardini e viali, per prospettiva, di quanti sono in Murta". Oggi è un condominio signorile.
- Palazzo Deferrari, seicentesco, sorge immediatamente dietro alla chiesa; restaurato nel Settecento, dopo che era stato incendiato dagli austriaci nel 1747, disponeva di un ampio parco, sulla cui area oggi sorgono alcune moderne palazzine.
- Palazzo Badaracco, nella località Ceriotti, nei pressi del torrente Trasta, settecentesco, oggi in stato di degrado. Il Persoglio afferma che all'interno si trovavano affreschi con figure mitologiche e nella cappella, dedicata a Sant'Antonio, due pregevoli bassorilievi in gesso.
- Palazzo Fontana, costruito nel 1857, sul colle a monte di Villa Clorinda, è una delle più pregevoli tra le residenze ottocentesche.

A queste ville si possono aggiungere anche le residenze che si trovano o si trovavano nella parte più bassa della collina, oggi considerata parte integrante di Bolzaneto, ma che storicamente apparteneva alla parrocchia di Murta. Tra questi degni di nota i palazzi Rivarola-Drago e Pareto-Pozzoni, la palazzina Debarbieri e gli scomparsi palazzi Mari-Debarbieri e Serra-Molinari.

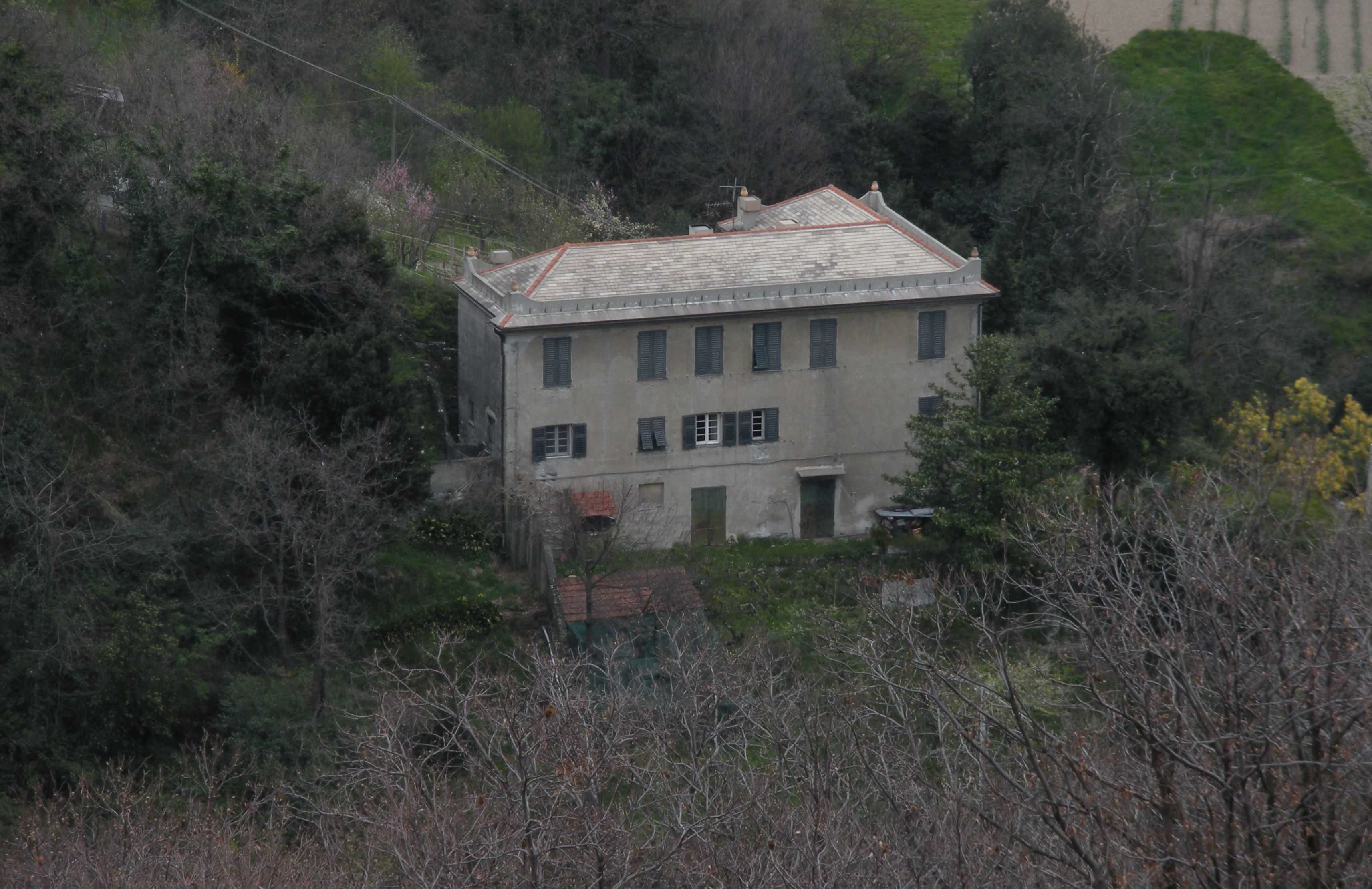
Palazzo Badaracco
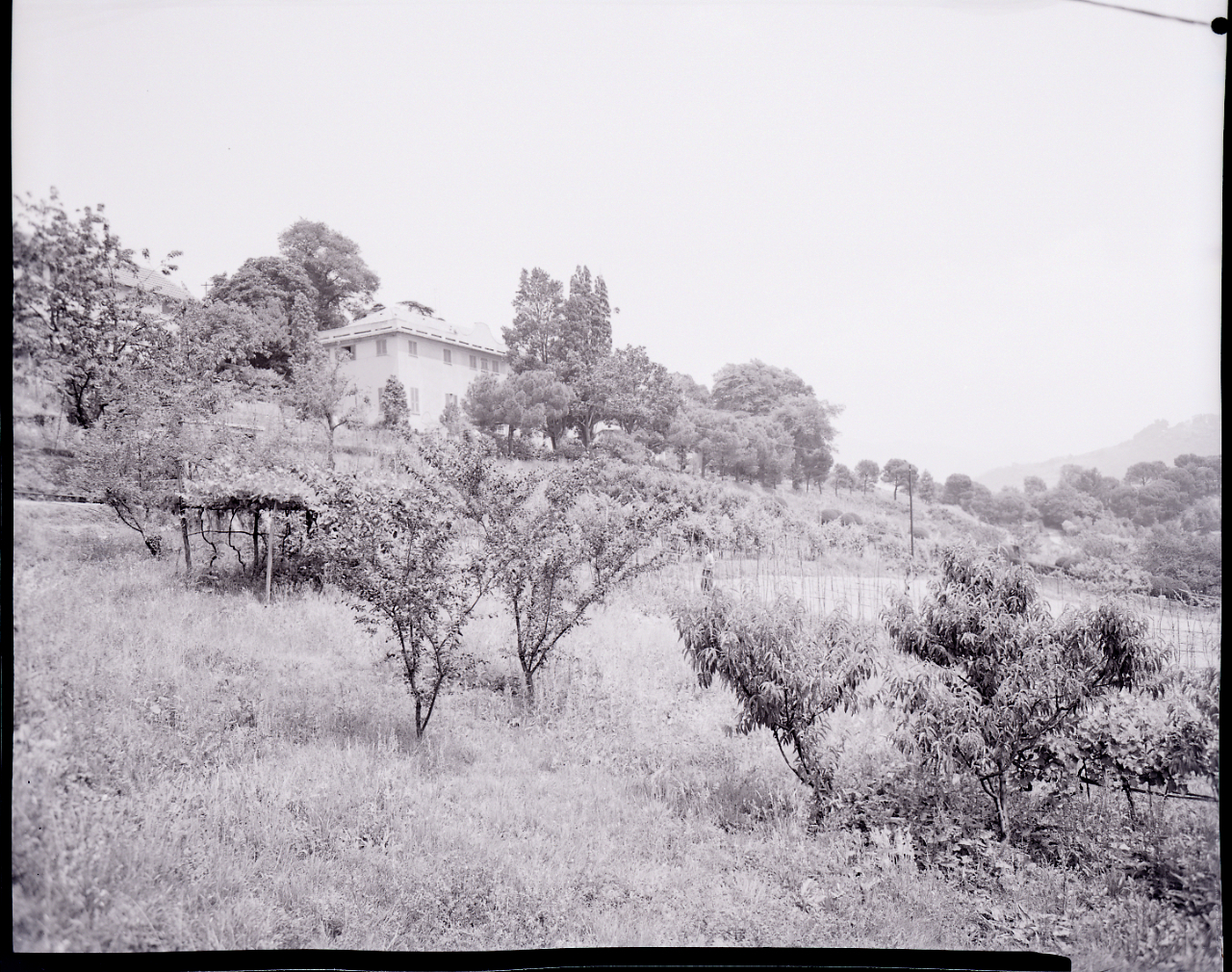
Villa Cerruti, detta villa Paola, in una foto di Paolo Monti del 1963
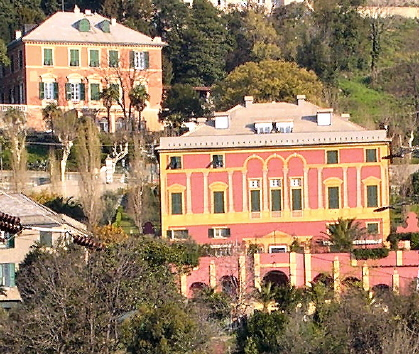
Altra vista di Villa Clorinda con alle spalle il palazzo Fontana.
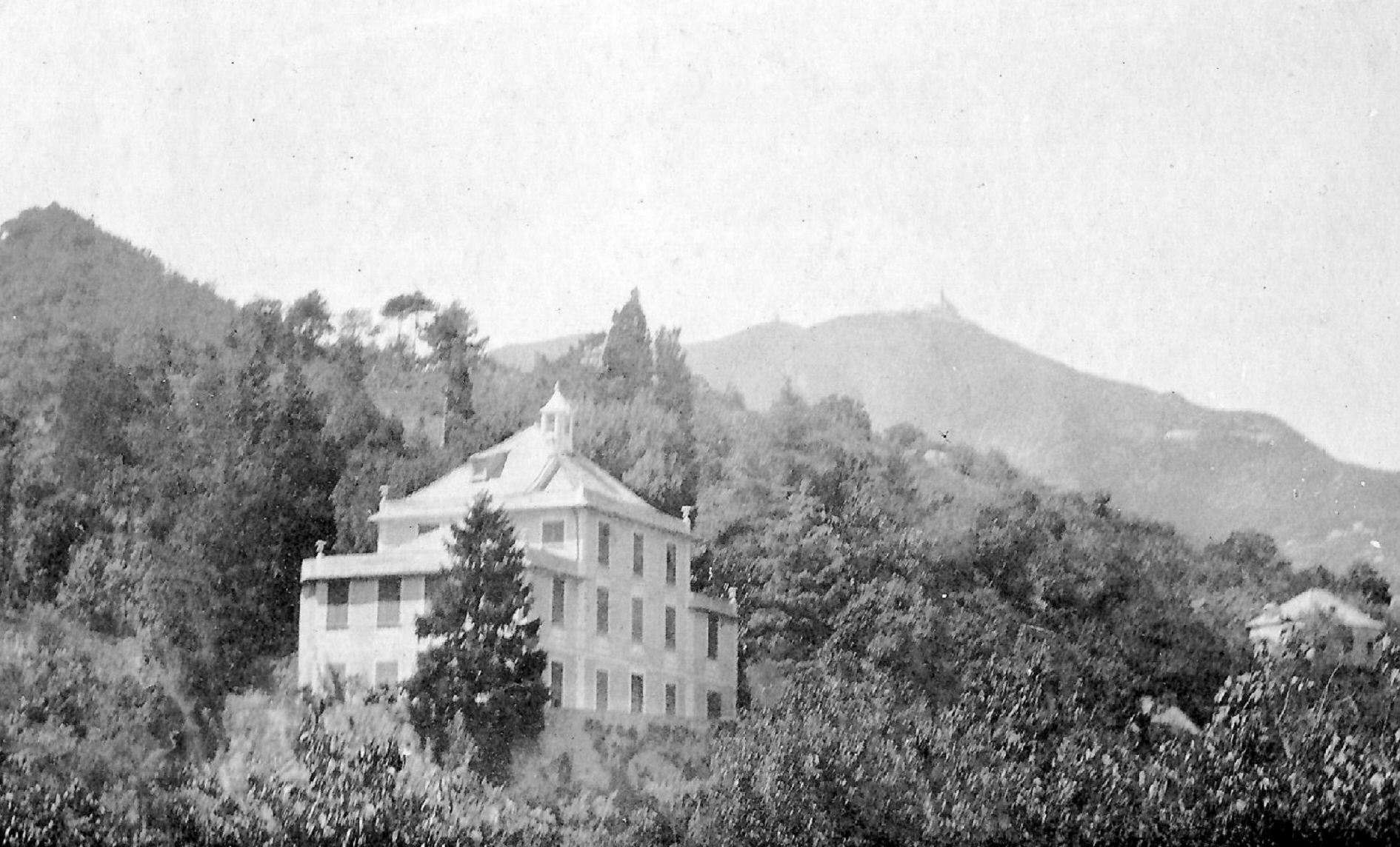
Villa Pareto-Pozzoni in una fotografia dei primi del Novecento.

## Eventi

### Mostra della zucca
Il paese di Murta è famoso per la sagra della zucca chiamata Mostra dall'A... alla Zucca, la prima di questo genere di sagre in Italia.
Si svolge per due fine settimana consecutivi, in occasione della festa patronale di San Martino, intorno alla metà del mese di novembre.
Questa sagra ospita un'interessante esposizione di zucche, da quelle più classiche a quelle più strane ed esotiche ed al termine sono premiate la zucca più grande, la zucca più lunga e quella più strana. In occasione della mostra si possono gustare diversi piatti e bevande a base di zucca, serviti in appositi stand: frittelle di zucca dolci e salate, panini di zucca dolci, torta di zucca e grappa alla zucca.

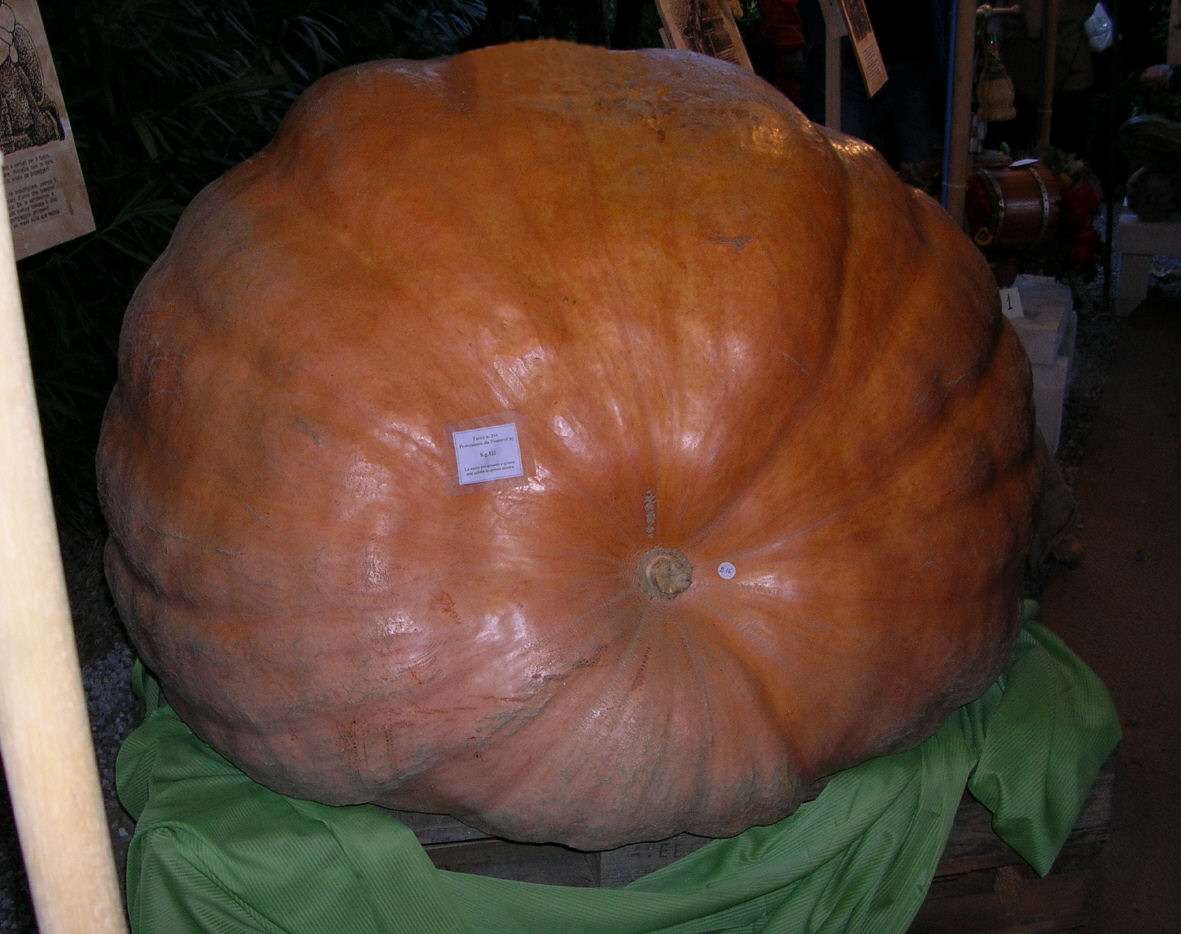
La zucca vincitrice dell’edizione 2007
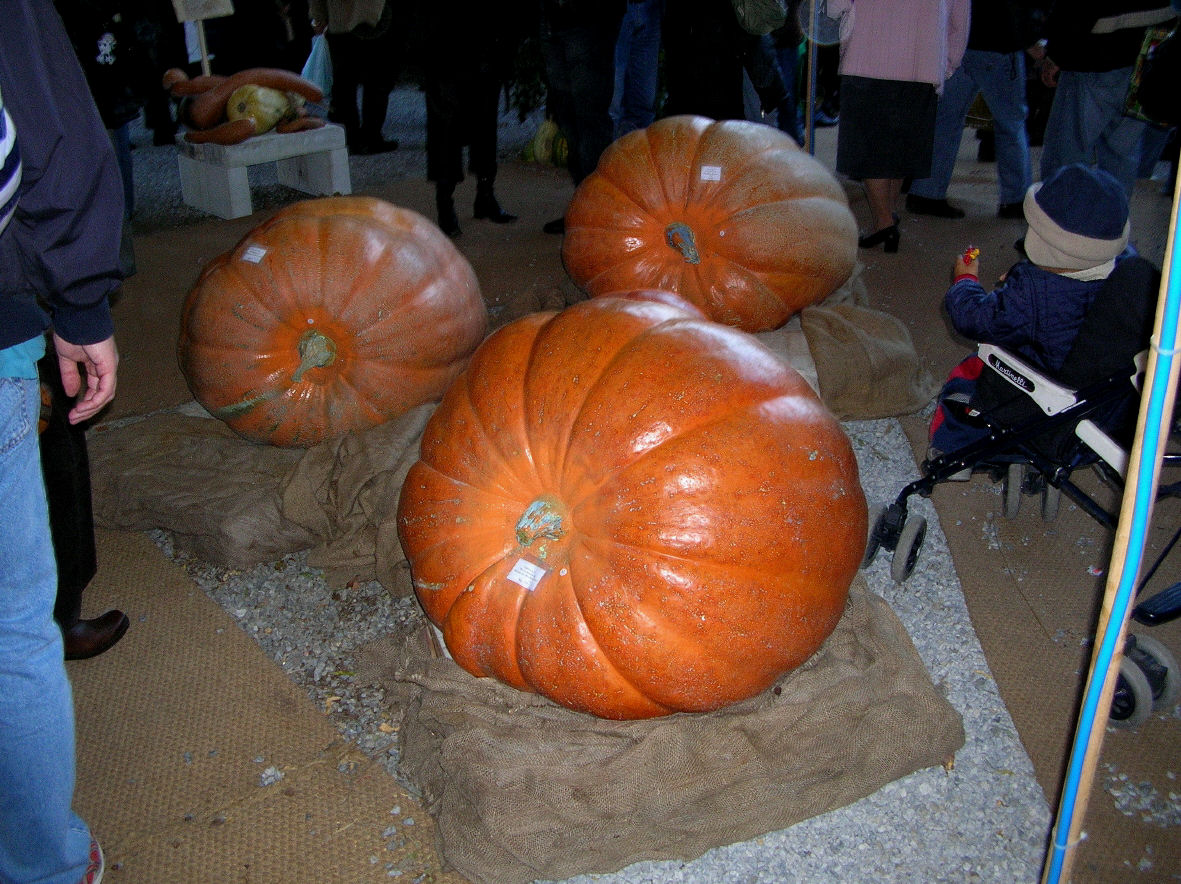
Panoramica sull'esposizione (edizione 2007)

## Economia
Oggi Murta è quasi esclusivamente un centro residenziale, i cui abitanti per la maggior parte lavorano in aziende della Val Polcevera e di Genova.

### Agricoltura
Fino al secondo dopoguerra l'economia locale era basata sull'agricoltura, favorita dall'esposizione a sud dei versanti collinari; molto rinomato era il vino bianco Polcevera, prodotto ancora oggi, anche se in quantità limitata.
Dell'antica economia agricola restano intorno alle case piccoli orti e vigneti, coltivati dai residenti soprattutto ad uso personale.
Altra attività economica del passato fu quella legata ai numerosi molini che sfruttando le acque dei rivi che attraversano il territorio, macinavano cereali o producevano forza motrice idraulica per aziende tessili o meccaniche. Questi mulini erano presenti soprattutto sul versante a nord della collina, nella valle del torrente chiamato appunto Molinassi; alcune case della località Carpinello sono antichi mulini, oggi trasformati in abitazioni.

## Infrastrutture e trasporti

### Strade

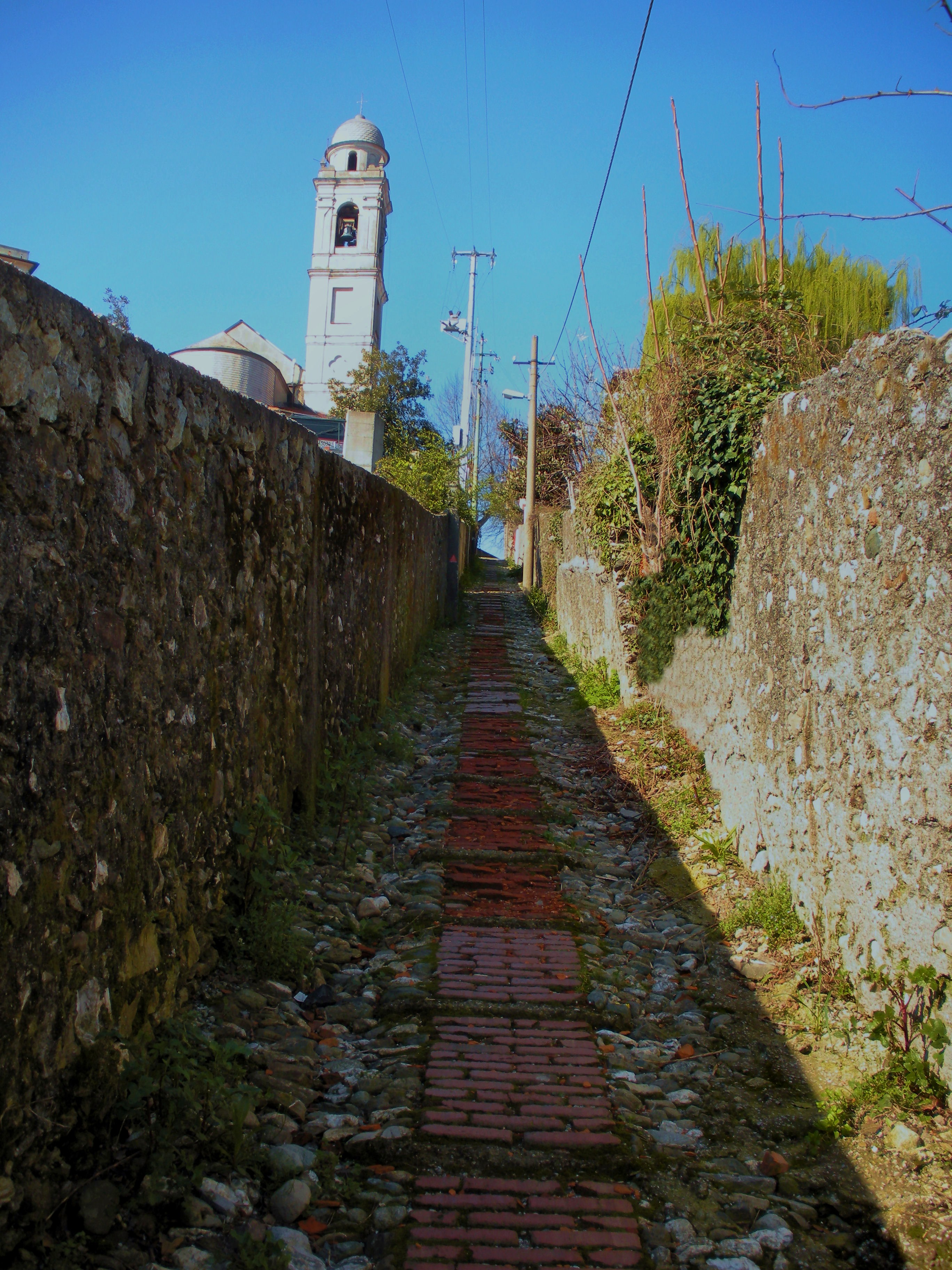
L'ultimo tratto di via Pozzoni, una delle ripide creuze che portano a Murta

Murta è collegata con la stazione ferroviaria di Bolzaneto, che dista 2,5 km dal centro del paese, dalla linea di autobus 74 della rete urbana di Genova. La principale via di accesso da Bolzaneto era dal 1854 il ponte San Francesco, costruito nei pressi della stazione ferroviaria sul nuovo alveo del Polcevera. Negli anni 2010 il traffico stradale è stato convogliato sui due nuovi ponti intitolati alla 4ª Divisione alpina "Cuneense" e a Luigi Ratto, allo scopo di eliminare il passaggio a livello che dalla stazione ferroviaria immetteva sul ponte San Francesco. Quest'ultimo è stato pedonalizzato e collegato con il centro di Bolzaneto tramite un sottopasso pedonale sotto la ferrovia.
La strada che collega Murta a Bolzaneto, costruita intorno al 1880, nella parte più bassa porta il nome di Antonietta Massuccone Mazzini, sorella maggiore di Giuseppe Mazzini, che qui possedeva una casa di campagna, mentre il tratto finale è intitolato al doge Giovanni da Murta.
Prima della costruzione della strada per arrivare a Murta esistevano diverse crêuze, mattonate o acciottolate, ancora oggi percorribili, che risalivano la collina tra gli alti muri che cingevano le ville.
Da sud verso nord, le principali di queste vie sono via Monfenera, dalla località Trasta, Salita inferiore di Murta e Salita Murta da Bolzaneto e, sempre da Bolzaneto, con inizio nei pressi del ponte intitolato alla 4ª Divisione alpina "Cuneense", la ripida via Pino di Murta, che nella parte alta prende il nome di via Pozzoni.
Il casello autostradale più vicino è quello di Bolzaneto, sull'Autostrada A7, a 3 km dal centro del paese.

#### La Gronda di Ponente
Nonostante la relazione conclusiva evidenzi che nessun tracciato sia emerso ed anzi vi si dia ampio spazio ai cittadini contrari all'opera, Autostrade per l'Italia al termine del dibattito pubblico indetto dal comune di Genova in merito al progetto della Gronda di Ponente per realizzare il nuovo collegamento tra le autostrade A7, A10 e A12, ha comunque individuato una soluzione che coinvolge la zona di Bolzaneto, prevedendo un viadotto sul Polcevera all'uscita della lunga galleria proveniente da Voltri, che passerebbe sotto la collina di Murta.
Il progetto, non ancora formalizzato a distanza di anni dal dibattito pubblico per la contrapposizione fra forze politiche favorevoli e contrarie, vede anche l'opposizione da parte di gruppi di cittadini delle zone interessate, costituitisi in comitati "No Gronda" e decisi a contrastare la realizzazione dell'opera.